# Esmeraldas (prowincja)
Prowincja Esmeraldas (hiszp.  Provincia de Esmeraldas) – jedna z 24 prowincji w Ekwadorze. Esmeraldas położone jest w północno-zachodniej części państwa bezpośrednio nad Oceanem Spokojnym, graniczy od północy z państwem Kolumbia, od wschodu z prowincjami Carchi i Imbabura oraz od południa z prowincjami Pichincha i Manabí.
Prowincja podzielona jest na 7 kantonów:
1. Atacames
2. Eloy Alfaro
3. Esmeraldas
4. Muisne
5. Quinindé
6. Río Verde
7. San Lorenzo